# دانی (بازیکن فوتبال، زاده ۱۹۸۱)
دنیل مارتین (اسپانیایی: Daniel Martín‎؛ زادهٔ ۱۶ سپتامبر ۱۹۸۱) فوتبالیست اهل اسپانیا است.
از باشگاه‌هایی که در آن بازی کرده‌است می‌توان به باشگاه فوتبال رکریتیوو اوئلوا، باشگاه فوتبال کادیس، باشگاه فوتبال رئال بتیس، و باشگاه فوتبال الچه اشاره کرد.